# WRESAT
Il Weapons Research Establishment Satellite (sinteticamente, WRESAT) è stato il primo satellite artificiale australiano. Prende il nome dal Defence Science and Technology Group (parte dell'Australian Department of Defence) che l'ha progettato. È stato lanciato in orbita grazie ad uno Sparta (cioè, una variante australiana del Redstone che si è avvalsa della collaborazione con gli Stati Uniti, che l'hanno fabbricato, e il Regno Unito) e il lancio è avvenuto presso il Woomera Test Range il 29 novembre 1967. L'Australia è stata così la settima Nazione a mandare in orbita un satellite e, in particolare, la terza a farlo dal proprio territorio nazionale.